# Stazione di Castellazzo
Stazione di Castellazzo 1990-ben bezárt vasútállomás Olaszországban, Lombardia régióban, Bollate településen.

## Vasútvonalak
Az állomást az alábbi vasútvonalak érintik:
- Milánó–Saronno-vasútvonal

## Kapcsolódó állomások
A vasútállomáshoz az alábbi állomások vannak a legközelebb:
- Stazione di Traversagna
- Stazione di Garbagnate Parco delle Groane